# Internet Explorer 7
Internet Explorer 7 (сокращённо IE7) — седьмая версия обозревателя от Microsoft, выпущенная 18 октября 2006 года, а к 26 октября того же года был загружен более 3 млн раз. К середине января 2007 года число загрузок превысило 100 миллионов. Являясь продолжателем линейки версий Internet Explorer, он стал первым существенным обновлением обозревателя за более чем 5 лет. В этой версии логотип был изменён на вариант 2006—2011 годов. Буква E стала синей, а кольцо вокруг неё стало жёлтым.
Браузер поставляется как обозреватель по умолчанию в Windows Vista и Windows Server 2008, а также предлагается как обновление для Windows XP и Windows Server 2003, замещающее Internet Explorer 6.

## Новые возможности
Новая версия отличается поддержкой вкладок, поддержкой alpha-канала PNG-изображений, улучшением поддержки стандартов W3C, встроенным механизмом работы с RSS, защиты от мошенников, интернациональных доменных имён и др. Данная версия IE входит в состав Windows Vista с некоторыми улучшениями в области безопасности: защищённый режим (выполнение браузера в «песочнице» с доступом только к временным интернет-файлам, защита памяти и т. д.). Эта версия стала первой, в которой больше не содержалось кода Mosaic.

## История

Стилизованный логотип браузера

В 2001 году для систем Windows 9x а также для NT начиная с Windows NT 4.0 и заканчивая 2000, был выпущен Internet Explorer 6. Также он был стандартно включён в Windows XP. С выпуском в 2003 году IE6 SP1 Microsoft объявила о будущей версии обозревателя, которая будет выпущена вместе с Windows Vista.
Первая бета-версия браузера, IE7 Beta 1, была выпущена 27 июля 2005 года, однако она не была публичной. Первая публичная версия, Beta 2, была выпущена 31 января 2006 года.
Релиз новой версии обозревателя состоялся 18 октября 2006 года. В тот же день Yahoo! выпустил своё дополнение к браузеру в виде боковой панели.
8 октября 2007 года был выпущен обновлённый установщик IE7, не требующий проверки легальности копии операционной системы при установке.
Преемник IE7, обозреватель Internet Explorer 8 вышел в марте 2009 года.